# 虎尾串面
虎尾串面（ホミゴッめん、ハングル：호미곶면）は、大韓民国慶尚北道浦項市南区の面の一つ。迎日湾の東端（浦項市街から38km）にあり、韓国本土最東端の虎尾串を擁する。面域の三方を海に囲まれており、南は九龍浦邑、南西は東海面と接する。古今山の山林に覆われた緑豊かな土地である。

## 産業
沖は暖流と寒流が交差する様々な魚の回遊地であり、定置網漁業が盛んである。
主な魚介類にサンマ、イカ、タラ、ブリ、サバ、ウニなどがあり、ワカメ、テングサ、アワビなどの養殖と缶詰・冷凍などの水産加工業が盛んである。
虎尾串は韓国本土で2番目に早く日の出を見られる場所であり（蔚山の艮絶串の方が1分早い）、崔南善が『朝鮮常識地理編』において大韓十景の一つに挙げていて、国立灯台博物館や日の出祭りなど観光地として開発されている。虎尾串灯台は1903年に作られた国内最大規模の灯台で、慶尚北道記念物39号に指定されている。海風の強い同地には2001年風力発電機が立てられ試験稼動している。また、軍事的要衝としてレーダー基地・ミサイル基地が置かれている。

## 交通
東海面から沿岸を通って九龍浦邑まで続く地方道第912号線（迎日湾環状道路の一部）が通過している。

## 歴史

### 古代
三韓時代、辰韓12国中の勤耆国の領域だった。
三国時代、新羅の斤烏支県、またの名を烏良友県。
統一新羅時代、景徳王16年（757年）義昌郡の領県で臨汀県・鬐立県。

### 中・近世
高麗時代、顕宗9年（1018年）慶州府に内属して迎日県または延日県・長鬐県に改称。
李氏朝鮮時代、1789年には迎日県夫山面の大冬背・浦川・鼎足里及び長鬐県北面の明月・浦川・大川・沙只・江琴里だった。 
1832年に迎日県夫山面の大冬背・浦川里及び長鬐県北面の沙只・浦川里に再編し、1871年に迎日県夫山面の鼎足・争川・九萬・浦川里となる。1895年迎日郡東海面の大冬背・争川・九萬・鼎足里及び長鬐郡北面の沙只・大川里となった。
明宗朝の風水地理学者南師古の『古山水秘録』において当地が言及されており、朝鮮半島を虎の形に例えてその尾であるとして虎尾嶝と称している。
1901年9月9日、実習生と教師30人を乗せた東京水産講習所（現・東京海洋大学）の実習船快應丸が遭難。この事を受けて1903年12月に虎尾串灯台が設立されている。

### 日本統治時代
日本統治時代、1910年10月1日、延日郡東海面の大冬背・浄川・九萬・浦川洞及び長鬐郡外北面の明月・江今・沙只・大川・浦川里となる。
1914年3月1日、延日郡滄洲面江沙里（外北面の明月・江今・沙只里を統合）、大甫里（外北面の大川・浦川を統合）、延日郡東海面大冬背里（東海面の大冬背・浄川を統合）。
1914年4月1日、朝鮮総督府令第111号により延日郡滄洲面江沙里・大甫里、東海面大冬背洞・九萬洞となる。
1942年10月1日、朝鮮総督府令第243号により滄洲面が九龍浦邑に昇格、東海面の九萬里が九龍浦邑に編入される。
1945年3月9日、九龍浦邑九萬1里74-1番地に大甫出張所設置、江沙・大甫・九萬里の3法定里を管轄。

### 独立後
1976年10月4日、大甫出張所を大浦2里859-14番地に移転。
1986年4月1日、九龍浦邑江沙・大甫・九萬里、東海面大冬背里から大甫面を新設（4法定里10行政里を管轄)。
1988年4月1日、大甫面事務所を九萬1里47-6番地に移転。
1995年1月1日、法律第4796号「都農複合形態の市設置に伴う行政特例等に関する法律（都農複合形態의市設置에따른行政特例등에관한法律）」により迎日郡が浦項市に統合し、浦項市南区大甫面へ改編した。
2010年1月1日、浦項市条例第972号「邑面洞の名称と管轄区域に関する条例」に基づき虎尾串面に改称した。

## 行政区域
4法定里10行政里18自然部落64班からなる。
- 江沙里 - 강사리【江沙里】（カンサ＝リ）
  - 江沙1里
  - 江沙2里
  - 江沙3里
- 大甫里 - 대보리【大甫里】（テボ＝リ）
  - 大甫1里
  - 大甫2里
  - 大甫3里
- 九万里 - 구만리【九萬里】（クマン＝ニ）
  - 九万1里
  - 九万2里
- 大冬背里 - 대동배리【大冬背里】（テドンベ＝リ）
  - 大冬背1里
  - 大冬背2里